# Apsilochorema tanum
Apsilochorema tanum är en nattsländeart som beskrevs av Schmid 1970. Apsilochorema tanum ingår i släktet Apsilochorema och familjen Hydrobiosidae. Inga underarter finns listade i Catalogue of Life.